# Hydriomena josepha
Hydriomena josepha là một loài bướm đêm trong họ Geometridae.